# 初鹿野忠次
初鹿野 忠次（はじかの ただつぐ）は、戦国時代の武将。甲斐武田氏の家臣で足軽大将。

## 略歴
初鹿野氏は武田氏庶流で甲斐国都留郡初鹿野郷を領する一族。
天文2年（1533年）、初鹿野伝右衛門の子として誕生。天文17年（1548年）に父・伝右衛門が上田原の戦いで戦死すると家督を継いだ。
忠次に関する文書はほとんど残されていないが、永禄4年（1561年）3月に越後国の長尾景虎（上杉謙信）が相模国の後北条氏領国へ侵攻した際に武田氏は甲相同盟に基づき援軍を派遣しており、その将として忠次の存在が確認される。
『甲陽軍鑑』に拠れば同年の第四次川中島の戦いにおいて討死したという。忠次の跡は、都留郡の国衆である加藤虎景の六男・加藤弥五郎が初鹿野昌次と名乗り跡を継いだ。忠次には、武田家家臣団の中に縁戚関係を持っていた者がいたらしく、武田家臣馬場信春の甥であるという説や、原虎胤の婿であるという説などさまざまな説が提唱されている。